# ひゃくまん穀
ひゃくまん穀（ひゃくまんごく）は、日本のイネの品種名および銘柄名。石川県の大粒で晩生の良食味品種である。「加賀百万石」の伝統と文化、誇りが感じられるネーミングとして名付けられた。

## 概要
沿革
- 2006年、石川県農林総合研究センターで開発開始[2]。
- 2007年、F1を圃場で養成。
- 2012年、『石川65号』の系統名。
- 2015年
  - 3月12日、品種登録申請。
  - 8月24日、出願公表[3]。
- 2017年
  - 7月11日、石川県 新品種米「ひゃくまん穀 」生産者部会の発足[4]。
  - 8月31日、加賀百万石を象徴する「梅鉢紋」と「ひゃくまん穀」を食べれば「百満足」する顔を表現した袋デザインを公表[5][6]。
  - 10月5日、販売開始[7]。

交配系譜
| 能登ひかり （石川8号） | 能登ひかり （石川8号） | 能登ひかり （石川8号） | 能登ひかり （石川8号） | 能登ひかり （石川8号）    | 能登ひかり （石川8号） |  |  | 北陸211号 | 北陸211号 | 北陸211号 | 北陸211号 | 北陸211号 | 北陸211号 |  |  |  |  |  |  |
| 能登ひかり （石川8号） | 能登ひかり （石川8号） | 能登ひかり （石川8号） | 能登ひかり （石川8号） | 能登ひかり （石川8号）    | 能登ひかり （石川8号） |  |  | 北陸211号 | 北陸211号 | 北陸211号 | 北陸211号 | 北陸211号 | 北陸211号 |  |  |  |  |  |  |
|                        |                        |                        |                        |                           |                        |  |  |           |           |           |           |           |           |  |  |  |  |  |  |
|                        |                        |                        |                        | ひゃくまん穀 （石川65号） |                        |  |  |           |           |           |           |           |           |  |  |  |  |  |  |